# Podlesí (Brněnec)

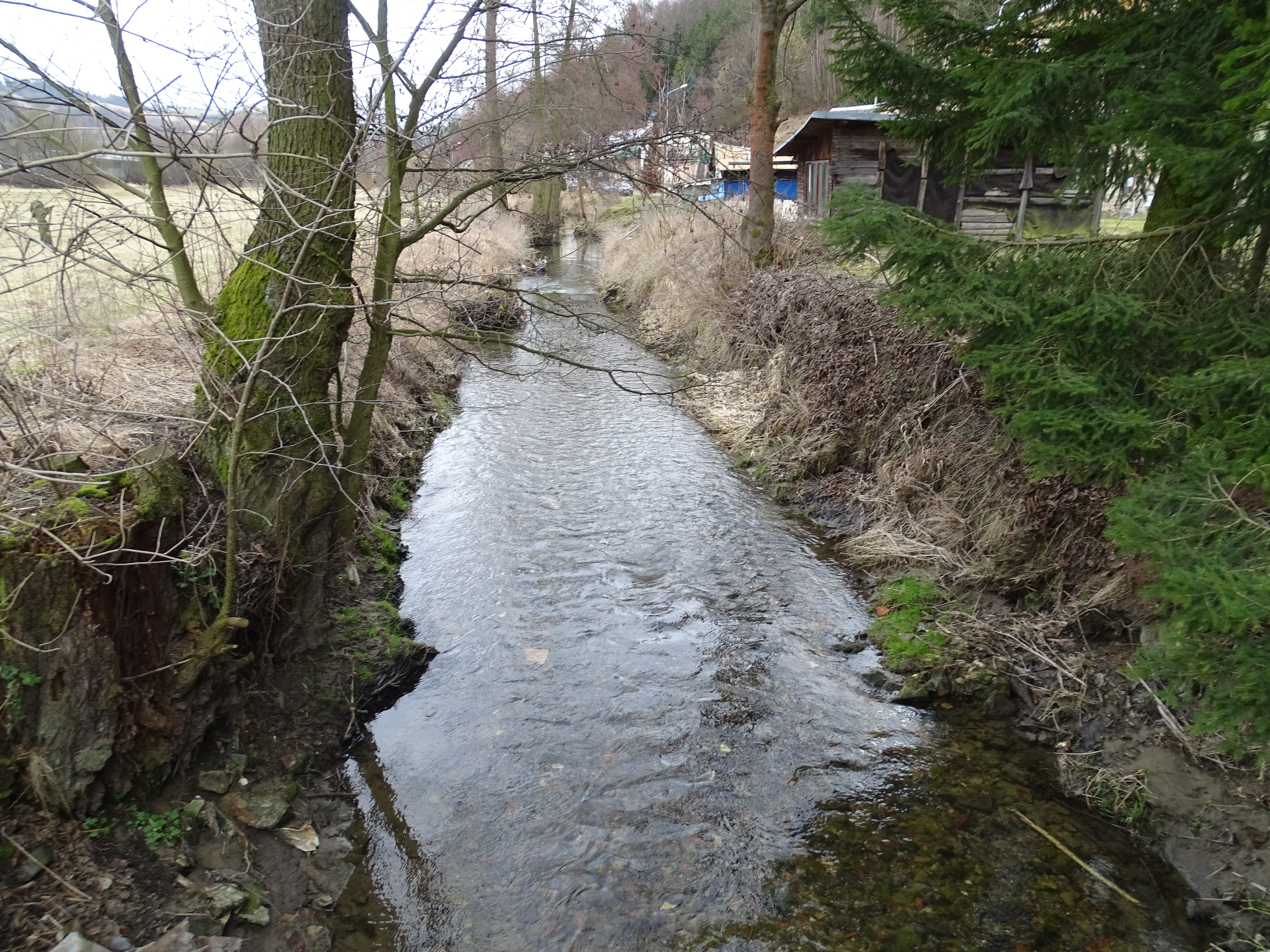
Řeka Svitava v Podlesí

Podlesí (německy Unterwald) je skupina domů podél řeky Svitavy, část obce Brněnec. V její centrální části stojí bývalý klášter. Dvoupatrová budova se dvěma vchody a schodišti je dnes upravena na obytný dům. Kaple byla přistavěná k pravé části budovy nad pramenem. Zbytečně byla zbořena někdy ve třetí čtvrtině 20. století. Zástavba je dnes nezajímavá, vesměs zmodernizovaná. Vede sem jen cesta z Brněnce, která tu končí, cyklostezka pokračuje do Březové nad Svitavou. Při sčítání lidu roku 2001 mělo Podlesí 18 domů a 55 obyvatel.

## Bývalý klášter

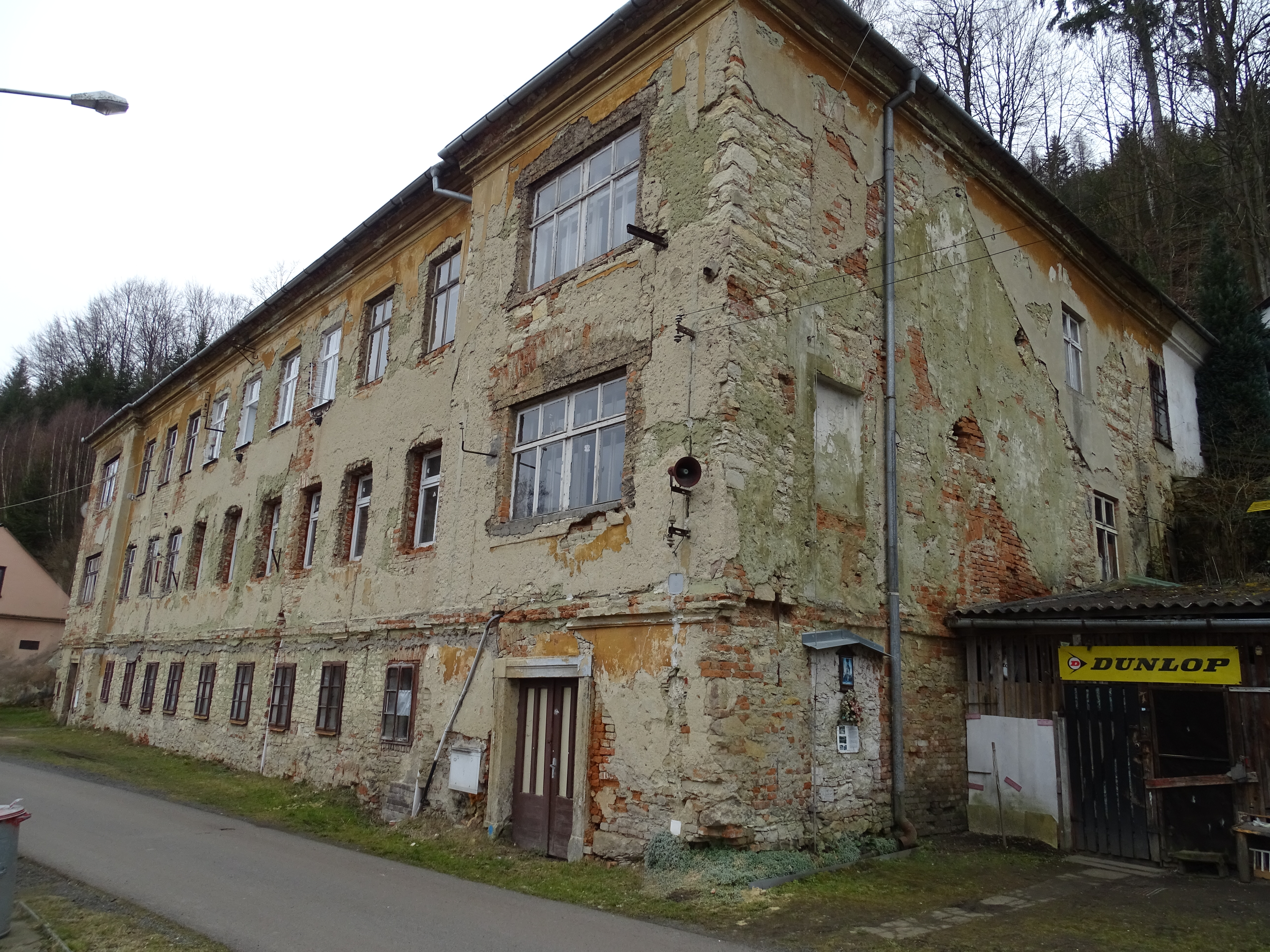
Místo bývalého pramene a klášterní kaple

Bývalý klášter se nacházel v budově č. 9 v blízkosti řeky Svitavy v obci Podlesí. Podle vyprávění to byl ženský klášter s léčivou vodou z nedalekého pramene u klášterní budovy. Klášter byl zrušen v době josefovských reforem. Klášterní kaple byla zrušena v roce 1811. Pramen byl zasypán až po druhé světové válce. Vzhled budovy je zachycen na obraze z roku 1840.

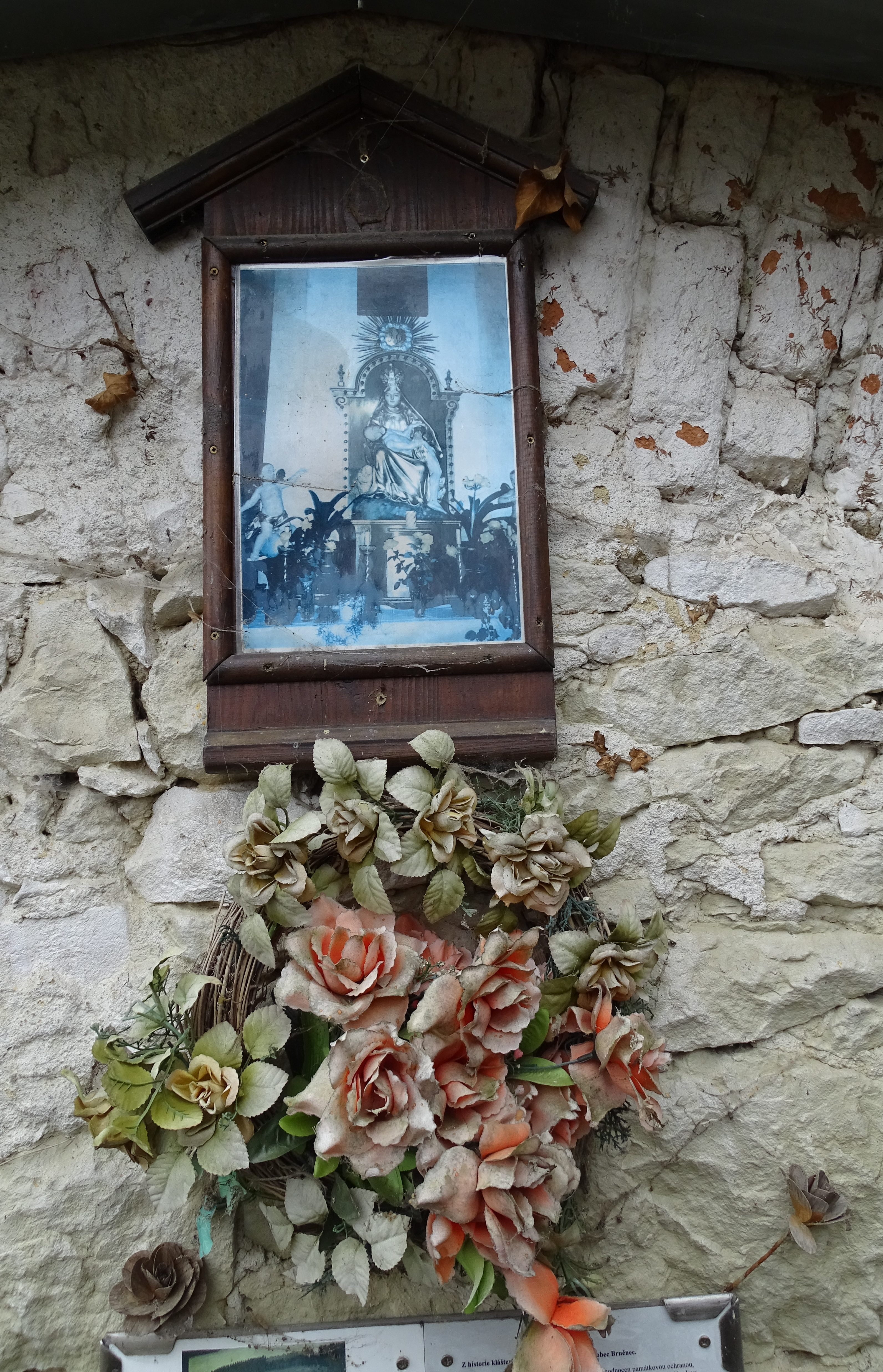
Obrázek P. Marie

Pověst o zázračném návratu sochy P. Marie z Bělé nad Svitavou.